# كيندل جيرز
جاكوبوس هيرمانوس بيترز جيرز والمعروف باسم كيندل جيرز وهو فنان مفاهيمي من جنوب إفريقيا. يعيش جيرز ويعمل في ببلجيكا.
1. 1 2 3  مذكور في: فنانو معهد هولندا لتاريخ الفن. مُعرِّف فناني معهد هولندا لتاريخ الفن (RKDartists): 241420. الوصول: 9 سبتمبر 2021. لغة العمل أو لغة الاسم: الهولندية.
2. ↑  مذكور في: قاموس بينيزيت للفنانين. مُعرِّف قاموس "بينيزيت" للفنانين (Benezit): B00071915. باسم: Kendell Geers. الوصول: 9 أكتوبر 2017. لغة العمل أو لغة الاسم: الإنجليزية. تاريخ النشر: 2006. الناشر: دار نشر جامعة أكسفورد.
3. ↑  "Geers, Kendell". Grove Art Online. 12 يناير 2018. DOI:10.1093/GAO/9781884446054.ARTICLE.T2263713.
4. ↑  مُعرِّف قائمة الاتحاد لأسماء الفنانين (ULAN): 500116195. مذكور في: قائمة الاتحاد لأسماء الفنانين. تاريخ النشر: 2 ديسمبر 2016. الوصول: 21 مايو 2021. لغة العمل أو لغة الاسم: الإنجليزية.
5. 1 2 3 4  مذكور في: قاعدة بيانات الضبط الوطنية التشيكية. مُعرِّف الضَّبط الاستناديِّ في قاعدة البيانات الوطنية التشيكية (NLCR AUT): xx0311433. الوصول: 17 يناير 2024.
6. ↑  مذكور في: استنادات المكتبة الوطنية الفرنسية. مُعرِّف المكتبة الوطنية الفرنسية (BnF): 14427292j. الوصول: 10 أكتوبر 2015. المُؤَلِّف: المكتبة الوطنية الفرنسية. لغة العمل أو لغة الاسم: الفرنسية.
7. ↑  مُعرِّف "كُونُور" (CONOR): 224690787. مذكور في: CONOR.SI.
8. ↑  الوصول: 29 أبريل 2024. وصلة مرجع: http://muzee.be/collection/work/data/MZ000044c. الاقتباس: 2009.
9. ↑  مذكور في: The Fine Art Archive. معرف شخص في أرشيف الفنون الجميلة: 149295. الوصول: 1 أبريل 2021.
10. ↑  مذكور في: قائمة الاتحاد لأسماء الفنانين. الوصول: 6 ديسمبر 2024. مُعرِّف قائمة الاتحاد لأسماء الفنانين (ULAN): 500116195. لغة العمل أو لغة الاسم: الإنجليزية.
11. 1 2  الوصول: 29 أبريل 2024. وصلة مرجع: http://muzee.be/collection/work/data/MZ000044c.
12. 1 2  الوصول: 14 مايو 2024. الفهرس: Axiell Collections. مجموعة: المتحف البلدي للفن المعاصر. رقم الجرد: 3721.
13. ↑  وصلة مرجع: https://www.documenta.de/en/retrospective/documenta11. الوصول: 10 مارس 2022.
14. ↑  مُعرِّف صانع مجموعات جيلديرلاند (CollectieGelderland): a9d11ed6-5c42-d2e9-623f-d4e4320988a9. الوصول: 14 مارس 2021. باسم: Geers, Kendell.
15. ↑  العنوان: Zonder titel. الوصول: 14 مارس 2021.